# Minóg dalekowschodni
Minóg dalekowschodni (Lethenteron reissneri) – euroazjatycki gatunek słodkowodnego bezżuchwowca z rodziny minogowatych (Petromyzontidae). Został opisany naukowo z rzek Onon i Ingoda (Rosja) pod nazwą Petromyzon reissneri w 1869 roku przez Benedykta Dybowskiego. Jest uznawany za gatunek kryptyczny, obejmujący dwie morfologicznie nierozróżnialne, ale genetycznie odmienne formy.
Występuje w rzekach, potokach, stawach i jeziorach północnej części zlewiska Oceanu Spokojnego oraz azjatyckiej części zlewiska Oceanu Arktycznego, głównie na terenach Rosji i Japonii. Ślepica żyje w wodach o piaszczystym dnie, bogatych w detrytus. Dorasta zazwyczaj do około 20 cm długości całkowitej. Osobniki dorosłe osiągają do 26 cm długości.
Samica składa od 500 do 3000 jajeczek ikry o średnicy około 1 mm. 
Minóg dalekowschodni nie pasożytuje. Nie ma znaczenia gospodarczego.